# Trường đua Phú Thọ
Trường đua Phú Thọ là một trường đua ngựa ở Quận 11, Thành phố Hồ Chí Minh. Trước kia, đây là trường đua ngựa duy nhất của Sài Gòn và Việt Nam. Nơi đây cũng diễn ra các cuộc đua mô tô.
Trường đua Phú Thọ được người Pháp xây dựng từ năm 1932 với diện tích 444.540 m². Từ ngày 31/5/2011, trường đua đã bị đóng cửa theo quyết định của Ủy ban nhân dân Thành phố Hồ Chí Minh.
Từ đó, Thành phố đã phê duyệt thành lập 2 khu dân cư, khuôn viên còn lại (khoảng 360.000 m²) đã được giao cho Sở Văn hóa Thể thao và Du lịch quản lý và giao Sở Quy hoạch - Kiến trúc phối hợp với quận 11 điều chỉnh quy hoạch chi tiết. Tuy nhiên, từ đó, khuôn viên còn lại đã bị lạm dụng tiếm dụng đất do tình trạng cho thuê mặt bằng kinh doanh các ngành nghề không đúng chức năng, như nhà hàng, sân bóng đá mini, hồ câu cá,...
Từ ngày 3/1/2013, ủy ban nhân dân TP HCM đã yêu cầu Sở Văn hóa Thể thao và Du lịch chấm dứt hợp đồng thuê mướn và thu hồi các mặt bằng đã cho thuê kinh doanh không đúng quy định.